# 69870 Fizeau
69870 Fizeau è un asteroide della fascia principale. Scoperto nel 1998, presenta un'orbita caratterizzata da un semiasse maggiore pari a 3,1525922 UA e da un'eccentricità di 0,2837647, inclinata di 21,58262° rispetto all'eclittica.